# Џорџ Лукас
Џорџ Волтон Лукас Млађи (енгл. George Walton Lucas Jr.; Модесто, 14. мај 1944) амерички је филмаџија и филантроп. Аутор је франшизе Ратови звезда у оквиру своје продуцентске куће Lucasfilm. Номинован је за четири Оскара. Један је од најнезависнијих и финансијски најуспешнијих редитеља и продуцената америчке филмске индустрије.

## Младост
Лукас је рођен и одрастао у Модесту у Калифорнији. Он је син Дороти Елиноре Лукас (рођене Бомбергер) и Џорџа Волтон Лукаса старијег. Џорџ је немачког је, швајцарско-немачког, енглеског, шкотског и далеког холандског и француског порекла. Његова породица је присуствовала отварању Дизниленда током јулу 1955. године, и Лукас је био одушевљен парком. Он је био заинтересован за стрип и научну фантастику, укључујући телевизијске програме попут серијала Flash Gordon. Дуго пре него што је Лукас почео да снима филмове, жудео је да постане возач тркачких аутомобила, а већину средњошколских година провео је тркајући се у подземном кругу на сајмовима и радећи у гаражама. Дана 12. јуна 1962. године, неколико дана пре матуре, Лукас је возио своја побољшана кола марке Autobianchi Bianchina када га је други возач ударио са стране, преврнувши аутомобил неколико пута пре него што је ударио у дрво; Лукасов појас је пукао, избацивши га и што му је спасило живот. Међутим, задобио је модрице на плућима од тешког крварења и био му је потребан хитан медицински третман. Овај инцидент га је натерао да изгуби интересовање за трке као каријером, али га је и инспирисао да се бави својим другим интересима.
Лукасов отац је био власник продавнице канцеларијског материјала и желео је да Џорџ ради за њега када је напунио 18 година. Лукас је планирао да иде у уметничку школу, а по напуштању куће изјавио је да ће до 30 година бити милионер. Он је похађао јуниорски колеџ у Модесту, где је, између осталих предмета, студирао антропологију, социологију и књижевност. Такође је почео да снима камером од 8 mm, укључујући снимање аутомобилских трка. У то време, Лукас и његов пријатељ Џон Пламер су се заинтересовали за -Canyon Cinema}-: пројекције подземних, авангардних 16-милиметарских стваралаца попут Џордана Белсона, Стана Бракејџа и Бруса Конера. Лукас и Пламер су такође гледали класичне европске филмове тог времена, укључујући Жан-Лик Годаров рад До последњег даха, Франсоа Трифоов Жил и Џим и Федерико Фелинијев 8½. „Тада је Џорџ заиста почео да истражује”, изјавио је Пламер. Путем свог интересовања за аутокрос трке, Лукас је упознао реномираног сниматеља Хаскела Векслера, другог ентузијасту трка. Векслер, који је касније у више наврата радио са Лукасом, био је импресиониран Лукасовим талентом. „Џорџ је имао јако добро око и визуелно је размишљао“, он се присећао.
На Пламерову препоруку, Лукас се затим пребацио на Факултет филмских уметности Универзитета Јужне Калифорније (USC). USC је био један од првих универзитета који је имао школу посвећену филму. Током година на USC-у, Лукас је делио спаваоницу са Рандалом Клејзером. Заједно са колегама из разреда као што су Волтер Марч, Хал Барвуд и Џон Милијус, постали су клика студената филма позната као Прљава десетина. Такође је постао добар пријатељ са колегом признатим студентским редитељем и будућим сарадником на серијалу Indiana Jones, Стивеном Спилбергом. Лукас је био под великим утицајем курса Филмског изражавања који је у школи предавао режисер Лестер Новрос, а који се концентрисао на ненаративне елементе Филмске форме попут боје, светлости, кретања, простора и времена. Друга инспирација био је српски монтажиста (и декан Одељења за филм на USC) Славко Воркапић, теоретичар филма који је направио запањујуће монтажне секвенце за холивудске студијске садржаје у , , и . Воркапић је подучавао аутономну природу филмске уметничке форме, наглашавајући кинетичку енергију својствену филмовима.
Године 2024. добио је почасну Златну палму.

## Одабрана филмографија
- THX 1138 (1970) (режисер, сценариста)
- Амерички графити (1973) (режисер, сценариста)
- Звездани ратови — епизода IV: Нова нада (1977) (режисер, продуцент, сценариста)
- Звездани ратови — епизода V: Империја узвраћа ударац (1980) (извршни продуцент, ко-сценариста, непотписан као ко-режисер)
- Отимачи изгубљеног ковчега (1981) (ко-сценариста, извршни продуцент)
- Звездани ратови — епизода VI: Повратак џедаја (извршни продуцент, ко-сценариста, непотписан као ко-режисер)
- Индијана Џоунс и уклети храм (Indiana Jones and the Temple of Doom) (1984) (ко-сценариста, извршни продуцент)
- Лавиринт (1986) (извршни продуцент)
- Вилоу (1988) (сценариста, извршни продуцент)
- Такер: Човек и његов сан (1988) (извршни продуцент)
- Индијана Џоунс и последњи крсташки поход (1989) (ко-сценариста, извршни продуцент)
- Дневник младог Индијане Џоунса (1992 — 1996) (прича, извршни продуцент)
- Звездани ратови — епизода I: Фантомска претња (1999) (режисер, сценариста, извршни продуцент)
- Звездани ратови — епизода II: Напад клонова (2002) (режисер, ко-сценариста, извршни продуцент)
- Звездани ратови — епизода III: Освета сита (2005) (режисер, сценариста, извршни продуцент)
- Индијана Џоунс и краљевство кристалне лобање (2008) (прича, извршни продуцент)
- Црвени репови (Red Tails) (2012)